# Hermeiasz (uralkodó)
Hermeiasz (sokszor „atarneuszi Hermeiasz”, latinosan Hermiász); Kr. e. 4. sz.-i görög uralkodó az anatóliai Atarneuszban.

## Élete

### Eubulosz szolgálatában
Hermeiasz eredetileg a bithüniai eredetű Eubulosz bankár eunuchja és bizalmas embere volt, aki a főként aiolok lakta müsziai Atarneuszban élt (Demetriosz, a neves Cicero-korabeli filológus szerint maga Hermiasz is büthiniai volt.) A térség a Kr. e. 4. szd. feléhez közeledve perzsa uralom alatt állt, de ez az állandó lázadások és csatározások miatt nem volt szilárd, és a városok uralkodói egyébként is több-kevesebb függetlenséget élveztek. Ilyen uralkodó lett Eubulosz is, aki Kr. e. 365. körül megszerezte a több kisebb városból (elsősorban Atarneuszból, illetve Asszoszból) álló atarneuszi állam feletti uralmat, és annak türannosza lett. A perzsa satrapa-jelöltek közt ekkoriban kezdődött csatározások alatt, névleg Artaxerxész szolgálatában, Eubulosz és Hermeiasz megnövelték területeiket, számos kisebb várost (a legnagyobb közülük Adramytteum) bekebelezve.

### Türannoszként
Hermeiasz egy ideig Athénban tartózkodott, és a platóni Akadémia, később Arisztotelész tanítványa lett; majd hazatérve gazdája társuralkodójává vált, s miután Eubulosz meghalt, örökölte tőle az atarneuszi trónt, és így Asszosz város ura is lett. Egy másik, Demetriosztól eredő történetváltozat szerint, megölte Eubuloszt és így lett uralkodó. Befogadta barátját, Arisztotelészt és néhány társát, akik Asszoszban letelepedtek és egy filozófusközösséget alapítottak (Kr. e. 347-ben). Arisztotelész Hermiász nőrokonát és/vagy fogadott lányát, Püthiaszt is feleségül vette.
Több történész szerint Arisztotelész valójában a makedónok ügynöke, vagy mindenesetre diplomatája volt Atarneuszban, illetve Arisztotelészen kívül Xenokratész (aki Arisztotelésszel együtt ment Asszoszba) és más, az ókoriak által „platonikusoknak” nevezett személyek is szóba jöhetnek. Ez egy modern, és nem az ókori források által alátámasztott elképzelés. Ha valóban, ahogy egyes források mondták, Hermiász kifejezett meghívására tért a filozófus Atarneuszba, akkor emögött az uralkodónak az a mögöttes szándéka is meghúzódhatott, hogy erősítse a makedónokkal a diplomáciai kapcsolatot. Az ilyesfajta diplomácia, egy „közvetítő személy” megkeresése és családi kapcsolattal való megnyerése egyáltalán nem volt szokatlan Görögföldön (sem).
Mindenesetre, akár Arisztotelész közvetítésével, akár nélküle, Hermiász és II. Fülöp makedón király közt egy természetesen kínálkozó szövetség kezdett kialakulni, azonban a perzsáknak ez a fülébe jutott, és árulásnak tekintették, annak ellenére, hogy Eubulosz és Hermeiasz korábban eredményesen hárította el a lázadó satrapák uralmi igényeit. A perzsák okkal gyanakodtak a makedónokra: bár II. Philipposz nemsokára meghalt egy merényletben (Kr. e. 336.), fia, Nagy Sándor két évtizeden belül leszámolt velük, és meghódította Perzsiát (és csak azért nem hamarabb, mert Fülöp halála, ill. az Athén által szított lázadások késleltették a perzsaellenes összefogást).

### Bukása és halála
De Hermiász ezt már nem érte meg, mivel uralmát perzsa szolgálatban álló görög zsoldosvezérek megdöntötték: a szicíliai Diodórosz szerint ez a vezér a rodoszi Mentor, Sztrabón szerint testvére, a rodoszi Memnon; esetleg - minthogy feltehetően a testvérpár ekkoriban újra együtt dolgozott – mindketten részt vehettek a Kr. e. 344-ben bekövetkező eseményekben, melyek révén Atarneusz és környéke perzsa uralom alá került. Mentor barátságot tettetett Hermiász iránt, később pedig vendégségbe hívta, hogy szövetséget kössenek és hasonló államügyekről tárgyaljanak; miután az uralkodó megérkezett, Mentor elfogatta, és a perzsa satrapához, az pedig - miután eredménytelenül megkínozta, hogy elárulja makedón szövetségeseit – III. Artaxerxész Okhosz perzsa királyhoz küldte, aki – inkább tanácsadóitól unszolva, semmint szívesen – Szúzában, Kr. e. 344-ben keresztre feszíttette.
Utolsó mondatai, mielőtt a vesztőhelyre hurcolták volna, állítólag ezek voltak: „Mondjátok el barátaimnak és szövetségeseimnek: filozófusként halok meg, semmit nem kell bánnom.”; más változatban: „Mondjátok meg barátaimnak, hogy nem tettem semmi szégyenleteset, vagy filozófushoz méltatlant.”
A perzsák csellel foglalták el az állam maradékát is, mivel Mentor Hermiász nevében, az ő felségjeleit (gyűrűjét) használva levelei aláírására, megnyittatta a városok és erődítmények kapuit a csapatai előtt.

### Emlékezete
Az elhunyt uralkodó Delphoiban állított szentélyének „sírfeliratát” Arisztotelész írta meg, egy Hermiászhoz szóló 16 soros himnusszal egyetemben. Az emlékfelirat Diogenész Laertiosz szerint:
Ezt az embert, a halhatatlanok adta szent törvényt megsértve, az íjas perzsák királya tisztességtelenül ölte meg, nem nyíltan, életre-halálra menő fegyveres küzdelemben, ámde árulással, olyasvalaki segítségével, akiben [az elhunyt] megbízott.